# Pehr Osbeck

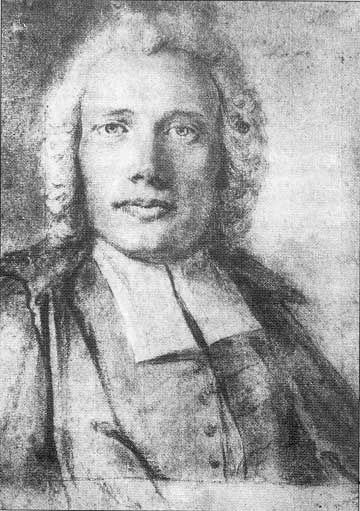
Pehr Osbeck

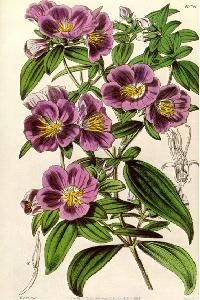
Osbeckia chinensis, được vẽ bởi Osbeck

Pehr Osbeck (9 tháng 5 năm 1723 - 23 tháng 12 năm 1805) là một nhà thám hiểm người Thụy Điển, nhà tự nhiên học và là một môn đệ (apostle) của Carl Linnaeus. Ông được sinh ra tại giáo xứ Hålanda ở Västergötland và học tại Đại học Uppsala năm 1745 dưới sự giảng dạy của Carl Linnaeus.

## Tiểu sử
Vào năm 1750–1752, ông đi du lịch trên con tàu Prins Carl tới châu Á, nơi ông đã dành bốn tháng để nghiên cứu hệ thực vật, động vật và người dân vùng Quảng Đông của Trung Quốc. Ông trở về nhà đúng lúc để đóng góp hơn 600 loài thực vật cho Linnaeus trong tác phẩm "Species Plantarum", xuất bản năm 1753.
Năm 1757, ông xuất bản tạp chí về chuyến đi đến Trung Quốc, Dagbok öfwer en Ostindisk Resa åren 1750, 1751, 1752, được dịch sang tiếng Đức năm 1762 và tiếng Anh năm 1771. Một trong những phần thú vị nhất trong công việc của ông là tác phẩm nghiên cứu ngư học Trung Quốc được xuất bản dưới tên Iter Chinensis. Năm 1758, ông được bầu làm thành viên của Viện Hàn lâm Khoa học Hoàng gia Thụy Điển.
Cuối đời ông trở thành là linh mục chánh xứ Våxtorp và Hasslöv ở Halland, nơi ông qua đời vào năm 1805.

## Ghi nhận
Bộ sưu tập lớn của ông được bảo quản ở Thụy Điển và Vương quốc Anh. Tên ông được đặt cho chi Osbeckia L. và chi Osbeckiastrum Naudin thuộc họ Mua để tưởng nhớ.

## Tác phẩm nổi tiếng
- Osbeck, Pehr (1757). Dagbok öfwer en ostindisk resa åren 1750. 1751. 1752. Med anmärkningar uti naturkunnigheten, främmande folkslags språk, seder, hushållning (bằng tiếng Thụy Điển). Stockholm. Bản gốc lưu trữ ngày 21 tháng 1 năm 2016.
- Osbeck, Pehr (1770). Fragmenta ichthyologiae Hispanicae. Nova Acta Physico-Medica Academiae Caesareae Leopoldino-Carolinae Naturae Curiosorum. Quyển 4. Nürnberg. tr. 99–104.
- Osbeck, Pehr (1771). A voyage to China and East Indies, Vol. I. Lưu trữ ngày 16 tháng 2 năm 2012 tại Wayback Machine  London: Benjamin White. [digitized by University of Hong Kong Libraries, Digital Initiatives, "China Through Western Eyes."
- Osbeck, Pehr (1771). A voyage to China and East Indies, Vol. II. Lưu trữ ngày 25 tháng 3 năm 2016 tại Wayback Machine  London: Benjamin White. [digitized by University of Hong Kong Libraries, Digital Initiatives, "China Through Western Eyes."
- Osbeck, Pehr (1796). [runeberg.org Utkast til beskrifning öfver Laholms prosteri] (bằng tiếng Thụy Điển). {{Chú thích sách}}: Kiểm tra giá trị |url= (trợ giúp)